# 埃米利奥·阿拉贡涅斯
埃米利奥·阿拉贡涅斯·纳瓦罗（西班牙語：Emilio Aragonés Navarro；1928年—2007年）是古巴的一个革命家、外交官。他是七二六运动的创始成员之一。1957年，参与指挥进攻西恩富戈斯的战斗。